# Oulad Zbair
Oulad Zbair (árabe أولاد ازباير Awlād Uzbāyr) es una localidad y comuna rural de la provincia de Taza, en la región de Fez-Mequinez. Según el censo de 2014, tenía una población total de 17.747 personas.